# Pfarrkirche Grinzens

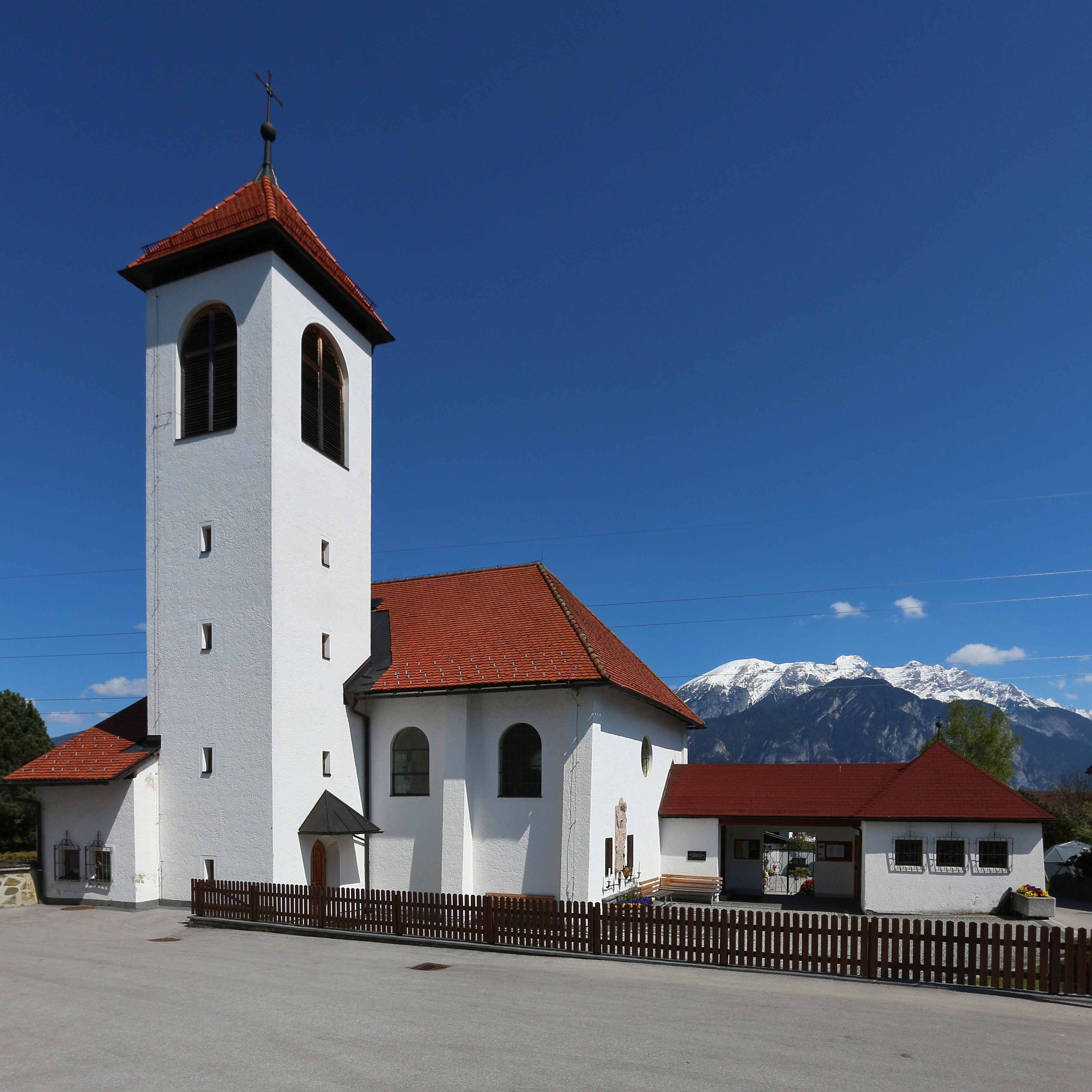
Katholische Pfarrkirche hl. Antonius von Padua in Grinzens

Die  Pfarrkirche Grinzens steht in Untergrinzens in der Gemeinde Grinzens im Bezirk Innsbruck-Land im Bundesland Tirol. Die dem Patrozinium hl.  Antonius von Padua unterstellte römisch-katholische Pfarrkirche gehört zum Dekanat Axams in der Diözese Innsbruck. Die Kirche und die Friedhofskapelle mit Friedhofskreuz stehen unter Denkmalschutz (Listeneintrag).

## Geschichte
Die Kirche wurde 1952 vom Baumeister Oswald Jenewein nach den Plänen des Architekten Jakob Walcher erbaut und 1954 geweiht.

## Architektur
Die Kirche ist im Norden und Nordwesten von einem Friedhof umgeben.
Das rechteckige Kirchenschiff unter einem Walmdach zeigt massive Strebepfeiler. Südlich ist die offene Vorhalle mit der Totenkapelle verbunden. Der westliche niedrige Chor ist eingezogen. Die Fenster sind rundbogig. Südlich am Langhaus steht der Turm mit rundbogigen Schallfenstern, er trägt ein Zeltdach. Die Sakristei steht westlich am Turm.
Außen steht das Kriegerdenkmal geschaffen vom Bildhauer Hans Buchgschwenter 1964.
Das Kircheninnere zeigt im Langhaus eine Flachdecke mit Kassetten bemalt von Franz Tomasini. Die Empore steht auf zwei Rundsäulen.

## Ausstattung
Die Altarplastiken und der Taufstein und das Kruzifix außen an der Kirche schuf Hans Falkner 1954.
Die Stationsbilder entstanden in der zweiten Hälfte des 18. Jahrhunderts.